# 卓乃河

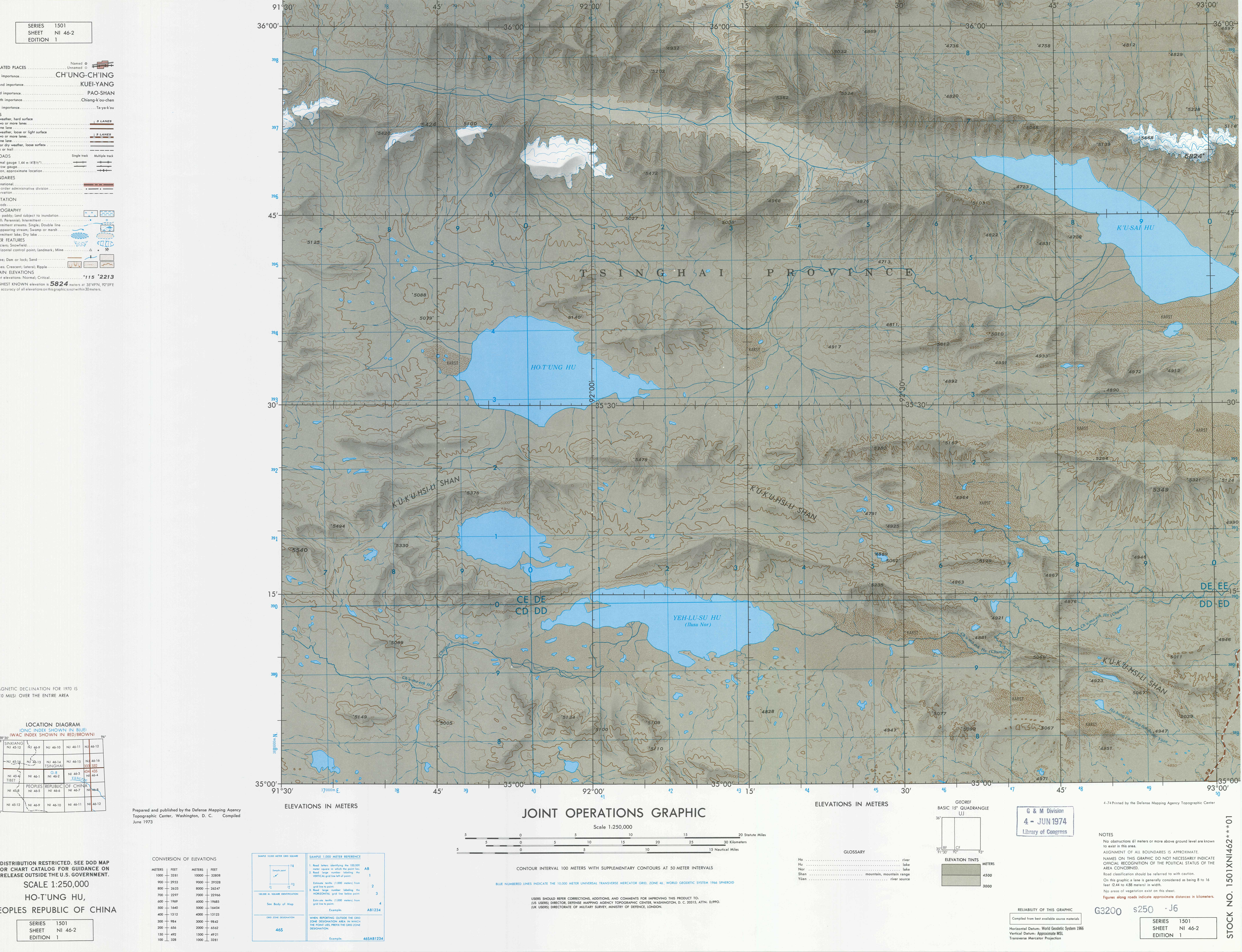
可可西里地图，卓乃湖和卓乃河位于图中左上角。

卓乃河，位于中华人民共和国青海省西南部玉树州治多县境内的一条河流，是卓乃湖最大的入湖河流，发源于治多县西北部昆仑山脉东支博卡雷克塔格五雪峰（海拔5577.3米）西侧冰雪覆盖区南缘，源头高程5330.0米，大体自西北向东南流，于卓乃湖西岸入湖。下游河床宽阔，河水逐渐渗入地下，除夏季偶遇洪水可直达湖泊外，河川径流最终多以地下水形式补给湖泊。部分地下水在滨湖开阔平坦的冲洪积三角洲平原区外溢，形成数以百计的大小湖塘。卓乃河长65千米，流域面积684平方千米，河床平均比降为8.9‰。流域地处内陆高寒地区，气候干燥寒冷，人迹罕至。河水径流主要依靠冰雪融水及部分大气降水补给。